# Augochloropsis horticola
Augochloropsis horticola är en biart som beskrevs av Embrik Strand 1910. Augochloropsis horticola ingår i släktet Augochloropsis och familjen vägbin. Inga underarter finns listade.